# Nhị thập tứ sử
| Nhị thập tứ sử | Nhị thập tứ sử | Nhị thập tứ sử              | Nhị thập tứ sử |
| -------------- | -------------- | --------------------------- | -------------- |
| STT            | Tên sách       | Tác giả                     | Số quyển       |
| 1              | Sử ký          | Tư Mã Thiên                 | 130            |
| 2              | Hán thư        | Ban Cố                      | 100            |
| 3              | Hậu Hán thư    | Phạm Diệp                   | 120            |
| 4              | Tam quốc chí   | Trần Thọ                    | 65             |
| 5              | Tấn thư        | Phòng Huyền Linh (chủ biên) | 130            |
| 6              | Tống thư       | Thẩm Ước                    | 100            |
| 7              | Nam Tề thư     | Tiêu Tử Hiển                | 59             |
| 8              | Lương thư      | Diêu Tư Liêm                | 56             |
| 9              | Trần thư       | Diêu Tư Liêm                | 36             |
| 10             | Ngụy thư       | Ngụy Thâu                   | 114            |
| 11             | Bắc Tề thư     | Lý Bách Dược                | 50             |
| 12             | Chu thư        | Lệnh Hồ Đức Phân (chủ biên) | 50             |
| 13             | Tùy thư        | Ngụy Trưng (chủ biên)       | 85             |
| 14             | Nam sử         | Lý Diên Thọ                 | 80             |
| 15             | Bắc sử         | Lý Diên Thọ                 | 100            |
| 16             | Cựu Đường thư  | Lưu Hú (chủ biên)           | 200            |
| 17             | Tân Đường thư  | Âu Dương Tu, Tống Kỳ        | 225            |
| 18             | Cựu Ngũ Đại sử | Tiết Cư Chính (chủ biên)    | 150            |
| 19             | Tân Ngũ Đại sử | Âu Dương Tu (chủ biên)      | 74             |
| 20             | Tống sử        | Thoát Thoát (chủ biên)      | 496            |
| 21             | Liêu sử        | Thoát Thoát (chủ biên)      | 116            |
| 22             | Kim sử         | Thoát Thoát (chủ biên)      | 135            |
| 23             | Nguyên sử      | Tống Liêm (chủ biên)        | 210            |
| 24             | Minh sử        | Trương Đình Ngọc (chủ biên) | 332            |
| -              | Tân Nguyên sử  | Kha Thiệu Mân (chủ biên)    | 257            |
| -              | Thanh sử cảo   | Triệu Nhĩ Tốn (chủ biên)    | 529            |

Nhị thập tứ sử (chữ Hán: 二十四史; bính âm: Èrshísì Shǐ; Wade-Giles: Erhshihszu Shih) là tên gọi chung của 24 bộ sử thư do các triều đại phong kiến Trung Quốc biên soạn. Đây đều là các bộ sách sử chính thống do các sử quan của các triều đại biên soạn, nên còn được gọi chung là chính sử. Nhị Thập Tứ Sử ghi chép từ nhân vật Hoàng Đế trong truyền thuyết cho đến năm Sùng Trinh thứ 17 (1644) nhà Minh. Toàn bộ có 3213 quyển, ước tính 40 triệu chữ. Phương pháp biên soạn sử dụng thể kỷ truyện. Nó thường được coi là một nguồn dữ liệu chính xác về truyền thống lịch sử và văn hoá Trung Quốc, và được sử dụng rộng rãi trong nghiên cứu về văn học, nghệ thuật, âm nhạc, khoa học, quân sự, địa lý, dân tộc và nhiều chủ đề khác.

## Các cuốn sách trong bộNhị thập tứ sử
- Tiền tứ sử (前四史):
  - Sử ký (史記), do Tư Mã Thiên biên soạn năm 91 TCN.
  - Hán thư (漢書), do Ban Cố biên soạn năm 82.
  - Tam quốc chí (三國志), do Trần Thọ biên soạn năm 280.
  - Hậu Hán thư (後漢書), do Phạm Diệp biên soạn năm 445.
- Tống thư (宋書; Nam triều), do Thẩm Ước biên soạn năm 488.
- Nam Tề thư (齊書; Nam triều), do Tiêu Tử Hiển biên soạn năm 537.
- Ngụy thư (魏書; Bắc triều), do Ngụy Thâu biên soạn năm 554.
- Đường sơ bát sử (唐初八史):
  - Lương thư (梁書; Nam triều), do Diêu Tư Liêm biên soạn năm 636.
  - Trần thư (陳書; Nam triều), do Diêu Tư Liêm biên soạn năm 636.
  - Bắc Tề thư (北齊書; Bắc triều), do Lý Bách Dược biên soạn năm 636.
  - Bắc Chu thư (北周書; Bắc triều), do Lệnh Hồ Đức Phân biên soạn năm 636.
  - Tùy thư (隋書), do Ngụy Trưng biên soạn năm 636.
  - Tấn thư (晉書), do Phòng Huyền Linh biên soạn năm 648.
  - Nam sử (南史), do Lý Diên Thọ biên soạn năm 659.
  - Bắc sử (北史), do Lý Diên Thọ biên soạn năm 659.
- Đường thư (唐書), do Lưu Hu biên soạn năm 945.
- Ngũ Đại sử (五代史), do Tiết Cư Chính biên soạn năm 974.
- Tân Ngũ Đại sử (新五代史), do Âu Dương Tu biên soạn năm 1053.
- Tân Đường thư (新唐書), do Âu Dương Tu biên soạn năm 1060.
- Nguyên mạt tam sử (元末三史):
  - Liêu sử (遼史), do Thoát Thoát (Toktoghan) biên soạn năm 1345.
  - Kim sử (金史), do Thoát Thoát biên soạn năm 1345.
  - Tống sử (宋史), do Thoát Thoát biên soạn năm 1345.
- Nguyên sử (元史), do Tống Liêm biên soạn năm 1370.
- Minh sử (明史), do Trương Đình Ngọc biên soạn năm 1739.

### Các công trình có tính kế tục
- Sử ký, được Tư Mã Đàm (cha) truyền cho Tư Mã Thiên (con).
- Hán thư, được Ban Bưu [zh] (cha), Ban Cố (con trưởng) truyền tới Ban Chiêu (con út).
- Lương thư và Trần thư, truyền từ Diêu Sát [zh] (cha) tới Diêu Tư Liêm (con).
- Bắc Tề thư, truyền từ Lý Đức Lâm (cha) tới Lý Bách Dược (con)
- Nam sử và Bắc sử, truyền từ Lý Đại Sư [zh] (cha) tới Lý Diên Thọ (con).

## Nhị thập ngũ sử và Nhị thập lục sử
Trung Hoa Dân Quốc thời Viên Thế Khải đã biên soạn Tân Nguyên sử (sửa chữa những sai sót của Nguyên sử) và Thanh sử cảo (ghi chép lịch sử nhà Thanh). Hai mươi tư bộ sử nói trên cùng với Tân Nguyên sử được gọi là Nhị thập ngũ sử, cùng với cả hai bộ sử mới được gọi là Nhị thập lục sử.
Trước khi Tam quốc chí và Hậu Hán thư hoàn thành, ba bộ sử Sử ký, Hán thư và Đông Quán Hán ký đươc gọi là Tam sử.